# Volcán Tupungato

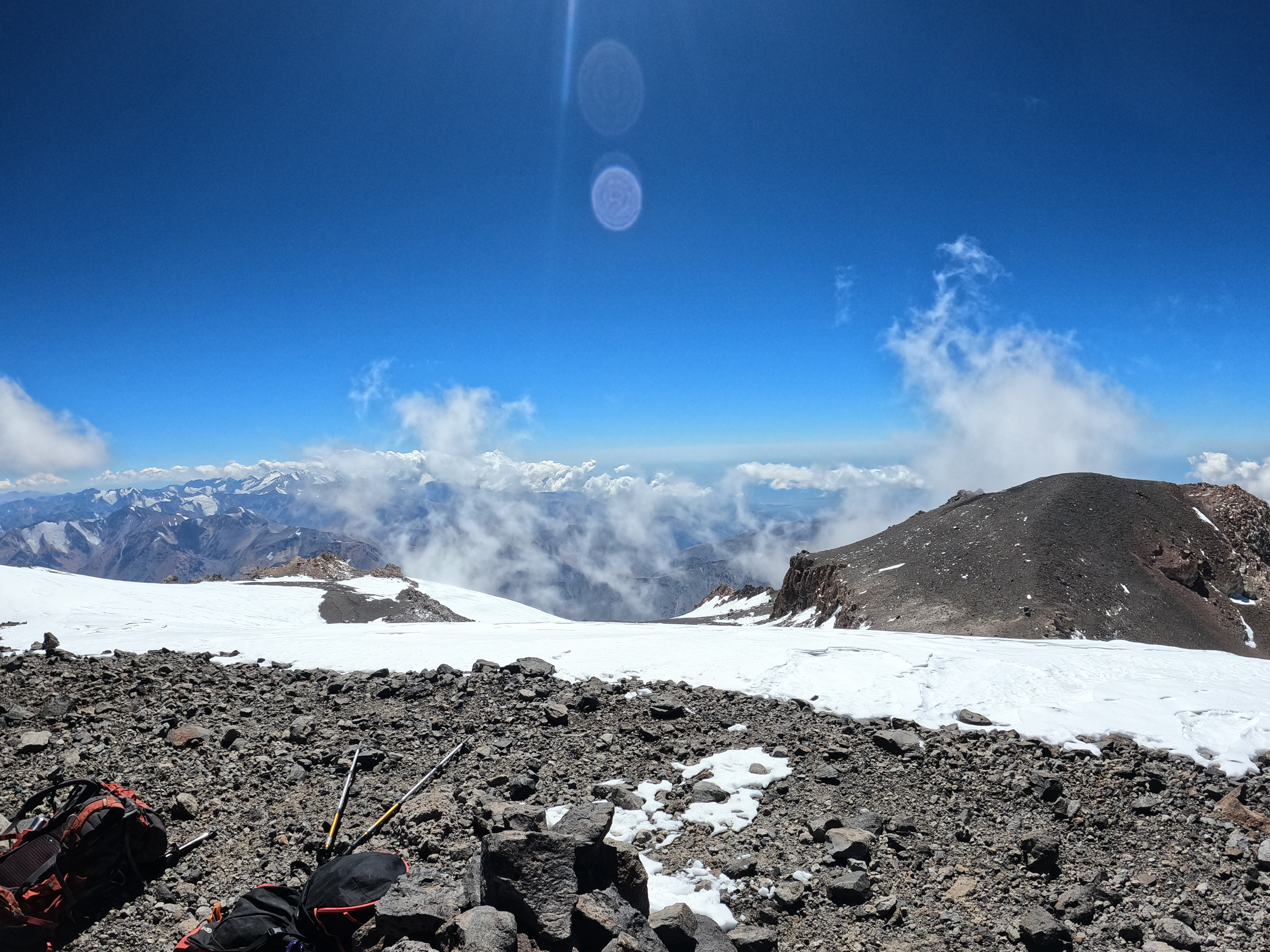
Foto cumbre volcán Tupungato (6.570), vista dirección nororiente.

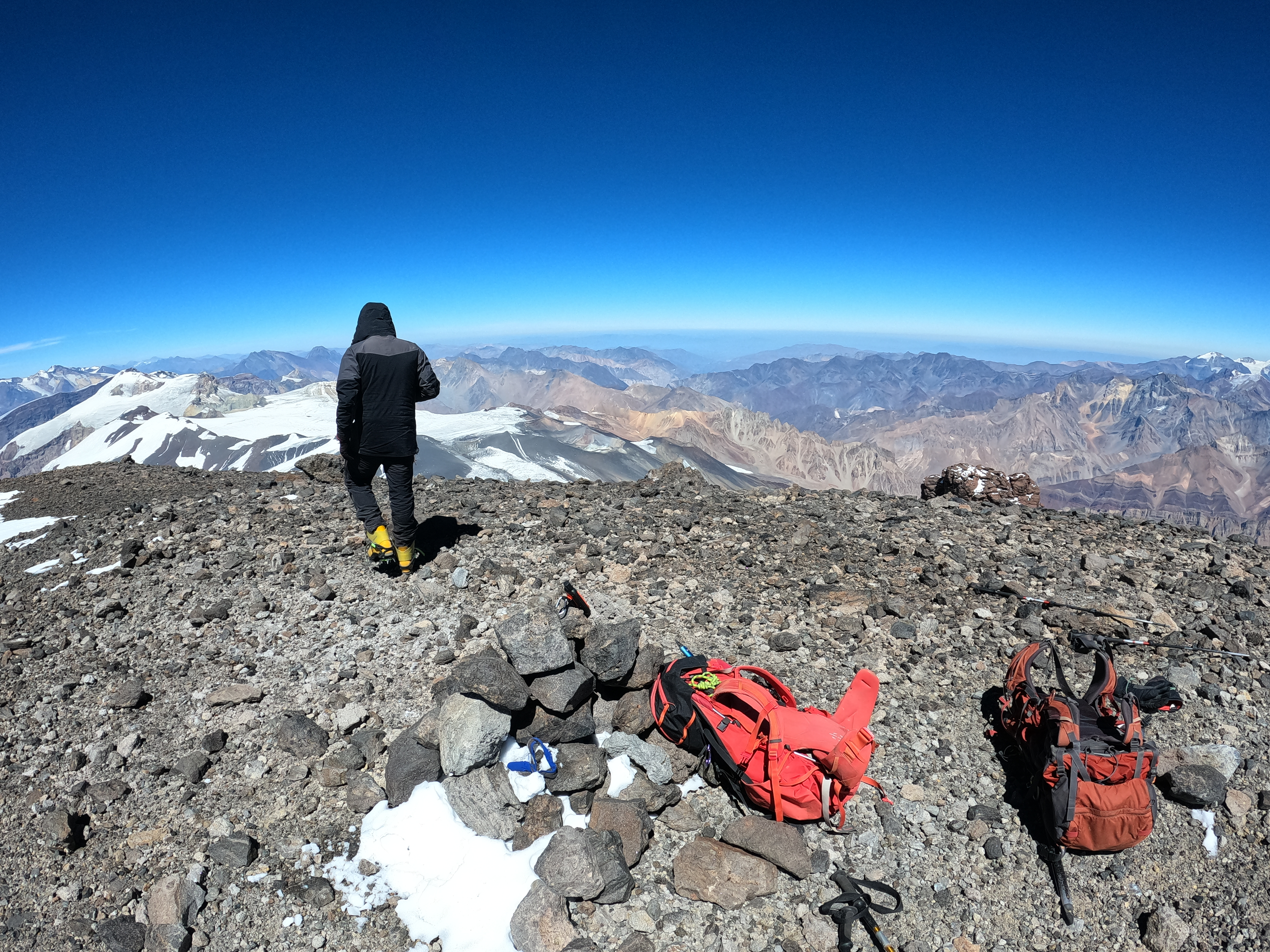
Foto cumbre volcán Tupungato (6.570). Vista en dirección suroriente.

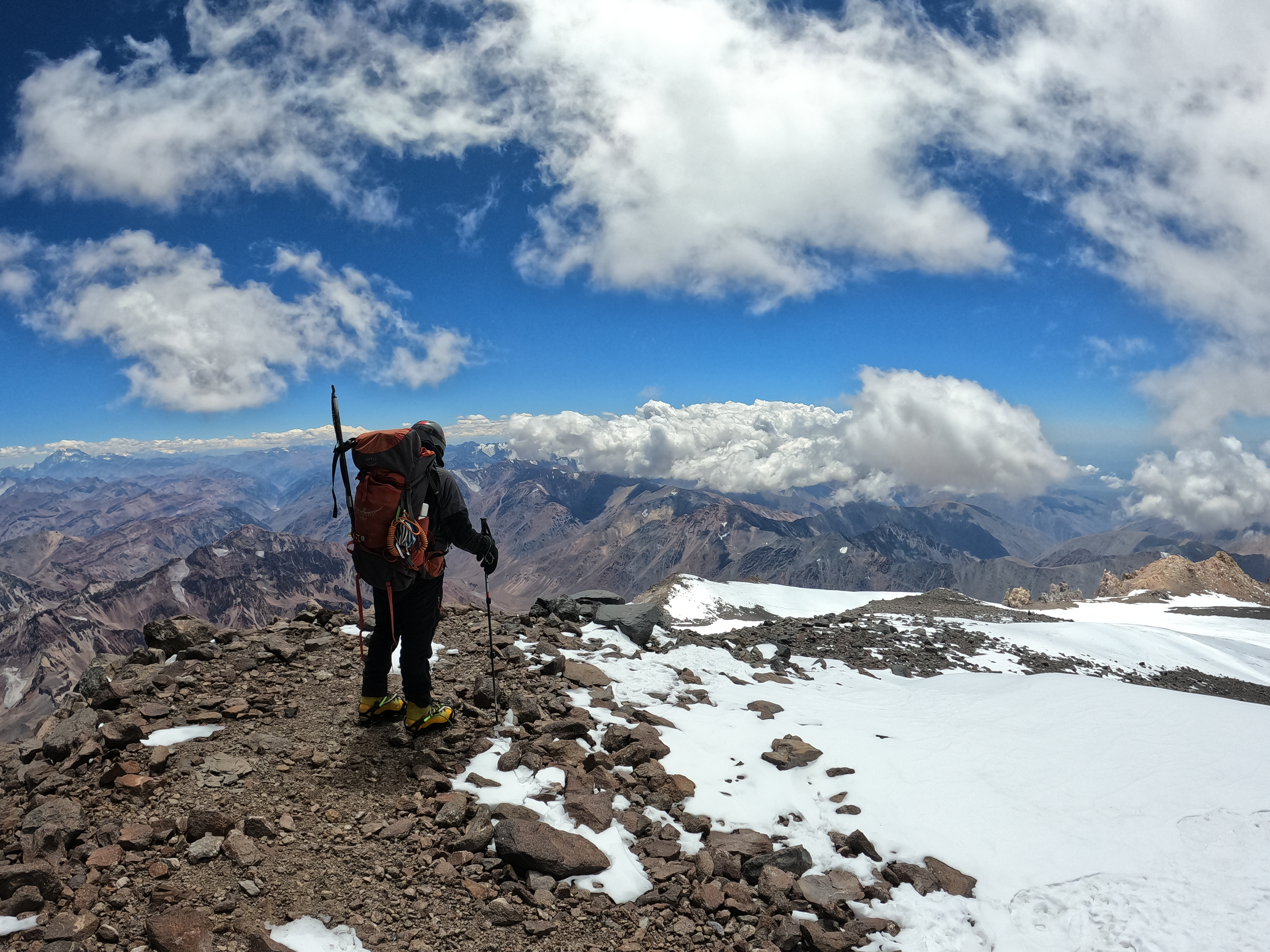
Antecumbre del volcán Tupungato. Muchas veces este punto se confunde con la cumbre dada la existencia de una pequeña caja de testimonios dejada por el Club Andino de Rancagua, pero desde aquí se debe avanzar aún 30 o 40 minutos según las condiciones de la ruta para acceder a la cumbre. Al llegar a esta zona se hace evidente la existencia de un punto a mayor altura en dirección sur.

El volcán Tupungato (voz huarpe: 'mirador de estrellas') es un domo volcánico ubicado en la cordillera de los Andes, en la frontera de la Argentina y Chile.  Es el monte más alto al Sur del Aconcagua, décimo en altura de Argentina,  ganando así el privilegio de ser uno de los más altos de Sudamérica. Métodos precisos de medición han arrojado una altitud de 6570 m s. n. m.

## Descripción

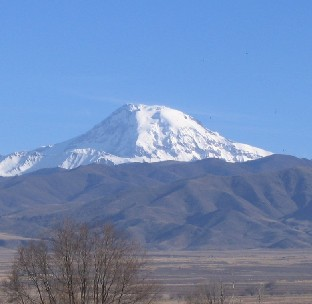
Tupungato desde Argentina

Es la montaña más alta de los Andes al sur del Aconcagua y domina los alrededores con su enorme tamaño y representativo cono sobrepasando por muchos metros las cumbres vecinas. Es considerado geológicamente un volcán extinto del pleistoceno, aunque el volcán holocénico Tupungatito, situado inmediatamente al suroeste y con el que a veces se lo confunde, se encuentra en estado de actividad con al menos dieciocho erupciones registradas desde 1829, las últimas de las cuales fueron emisiones suaves de ceniza en 1980 y 1986.
Este volcán es visible desde los valles del centro-norte de la Provincia de Mendoza; desde la ciudad de Santiago de Chile su visión es obstaculizada por los numerosos cordones antepuestos, aunque desde el extremo sur de la capital chilena (puente Maipo de la norte - sur) es posible verlo, en Chile igualmente es visible desde algunas montañas de la zona central de la Cordillera de la Costa como el Cerro Bustamante o el Altos de Lipangue. De sus faldas nace el río Colorado que finalmente desemboca sus aguas en el río Maipo.

## Historia

### Diccionario Geográfico de Chile (1897)
Tupungato (Cerro de).-—Cabezo ó eminencia notable de un serrijón de la línea culminante de la cordillera de los Andes cuya cima se levanta á 6,434 metros sobre el nivel del Pacífico. Yace por los 33º 25' Lat. y 69º 51' Lon., un tanto al ENE. de la ciudad de Santiago y distante de ella en derechura cerca de 75 kilómetros, pero oculto á su vista por la interposición de la alta rama occidental de sierras de la misma cordillera. Es de ásperas y pendientes laderas, y se encuentra siempre cubierto de perpetuas nieves. Tiénesele por un volcán apagado desde muy antiguo. De su base del poniente proceden arroyos que forman las cabeceras del río Colorado y del llamado del Yeso, tributarios del Maipo, y de la oriental, que da á la República Argentina, otros que caen al río de Mendoza y aquellos en que tiene nacimiento el de Tunuyán ó Tunuyén que corre al sur del anterior. Las ramificaciones de este cabezo ó de todo el macizo se enlazan por el norte con los cerros de San Francisco y del Juncal y por el sur con la sección del volcán de San José de Maipo. También en un derrame de la base occidental por los 70° 12' Lon. y á 1,815 metros de altitud existen las aguas termales, que se denominan baños del Tupungato, análogas á las del Alfalfar situadas más al poniente. La denominación de Tupungato suponen unos que proviene de las voces del guaraní tu, la ceniza, y apungá, redondo, rollizo; lo que valdría decir montón ó cerro de cenizas, y otros que es resultado de la corrupción del araucano tuvquén, también ceniza, con las partículas expletivas de esta lengua ga, gatu; denominación que pudo haber sugerido el aspecto ceniciento de los desnudos declives de este monte.
Francisco Solano Asta-Buruaga y Cienfuegos, Diccionario Geográfico de la República de Chile (1897)

### Ascenso

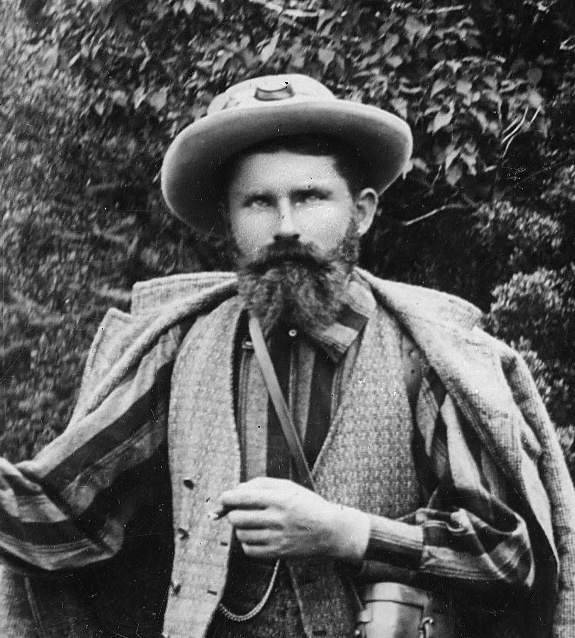
El suizo Matthias Zurbriggen coronó por primera vez, junto a Stuart Vines, el Tupungato en 1897.

Considerado como uno de los volcanes más altos del mundo, este macizo es un desafío serio para aquellos montañistas que buscan experiencia en altura: es un seismil alto, aislado, técnicamente simple, aunque tan duro como el Aconcagua. Su caparazón de hielo perenne dificulta, empero, los últimos metros de ascensión. La aproximación a esta montaña se realiza por tres rutas, llamadas Norte, Oeste y Sur, siendo todas ellas semejantes si se comparan en términos de distancia y dificultad.
Los primeros en ascender la montaña fueron Matthias Zurbriggen y Stuart Vines, de la expedición Fitz Gerald. Lo lograron el 12 de abril de 1897, tres meses después de que el primero de los nombrados venciera el Aconcagua, situado 80 kilómetros más al norte.
Los primeros argentinos en alcanzar la cumbre por la vertiente Argentina fueron los miembros de una comisión militar que realizó una expedición en 1946 para ascender el Tupungato y el Polleras.

### Accidente aéreo de 1947
El 2 de agosto de 1947 un Lancastrian de British South American Airways se estrelló contra un abrupto glaciar a 4724 m s. n. m. cercano a la cima del Tupungato, en su ladera nordeste (del lado argentino). El avión fue enterrado por el impacto, las avalanchas y las nevadas subsiguientes, lo que hizo imposible dar con su paradero durante los trabajos de rescate y exploración.
Medio siglo después, en 1998, un andinista de Tandil, descubrió los restos del accidente. Finalmente una expedición en marzo de 1999 logró llegar al avión, tras dos días de marcha a lomo de mula hasta la base del Tupungato y otros dos de trepada con ayuda de piquetes, cuerdas y crampones para arribar hasta el glaciar donde estaban los restos (algunos de ellos quemados) expuestos en la morrena frontal por acción del avance del glaciar: partes del fuselaje, la punta de una de las alas, un motor, una hélice, tubos de oxígeno, boinas y botas de la RAF, valijas, y cadáveres mutilados enterrados en el hielo, conservados como si el accidente hubiera ocurrido unas horas antes.